# 迈宁根 (福拉尔贝格州)
迈宁根（德語：Meiningen）是奥地利福拉尔贝格州费尔德基希县的一个市镇。总面积5.37平方公里，总人口1891人，人口密度352.1人/平方公里（2005年）。